# Байдиківка
«Байдикі́вка» (англ. LazyTown) — ісландський дитячий музичний серіал, створена Магнусом Шевінгом. Програма вперше вийшла в ефір 16 серпня 2004 року і тривала в оригінальному показі до 2008 року. З 2013 по 2014 рік тривав відновлений показ. «Байдиківка» транслювалася у більш ніж 100 країнах.
Програма поєднує гру живих акторів і рухомі ляльки та розповідає про пригоди дітей у вигаданому місті Байдиківка. Провідною темою є пропаганда здорового й активного способу життя. «Байдиківку» двічі було номіновано на нагороду Daytime Emmy Awards (в 2006 і 2007 році) та на Edda Awards, яку телепрограма виграла (у 2005 році).
В українському дубляжі передача транслювалась на телеканалі ТЕТ.

## Фабула
Дівчинка Стефані приїжджає на літо до свого дядька Мілфорда, мера Байдиківки. Там вона бачить, що діти Байдиківки проводять весь час за відеоіграми, поїданням ласощів, та ніколи не граються на вулиці. Стефані переконує дітей — Зіґґі, Тріксі, Стінґі й Пікселя — вийти на вулицю і пограти в спортивні ігри. Дітям подобається ця затія, але ігри помічає Роббі Зіпсутий — лиходій, котрий не любить веселощі. Роббі більш за все прагне зробити Байдиківку найледачішим містом у світі. Обманом він змушує повернутися дітей по домівках і продовжити байдикувати.
Стефані шукає допомоги в дядька, від якого довідується про супергероя, якому колись жителі Байдиківки писали листи і він приходив на допомогу. Цей герой, Спортак, попри сподівання Роббі, отримує лист Стефані й прилітає на своєму дирижаблі. Стефані разом зі Спортаком навчають дітей різним цікавим заняттям, тоді як Роббі всіляко намагається їм завадити.

## Персонажі
- Стефані Мінсвелл (англ. Stephanie Meanswell) — дванадцятирічна активна дівчинка з рожевим волоссям, яка постійно знаходить корисні розваги для дітей Байдиківки замість пустого байдикування. В ісландській версії дівчинку звуть Солла (Solla). Її роль грали Шелбі Янг в пілотному епізоді, Джуліанна Роуз Мор'єлло в сезонах 1-2 та Хлоя Ленг з 3-го сезону.

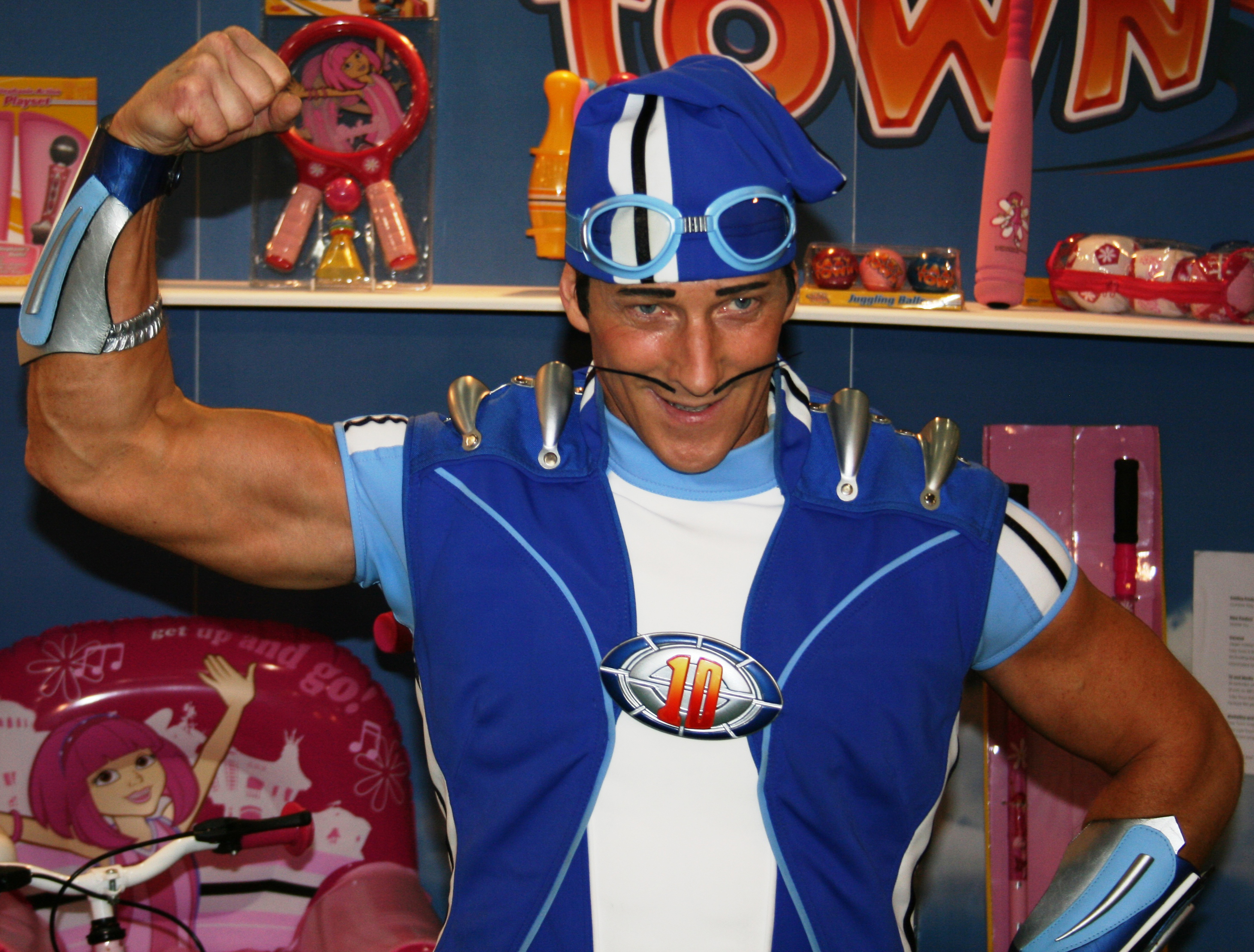
Магнус Шевінг в ролі Спортака

- Спортак (англ. Sportacus) — супергерой, який допомагає байдиківцям, полюбляє активний відпочинок і спорт та живе в дирижаблі. Спортак вживає тільки корисну їжу, а саме фрукти й овочі, та суворо дотримується режиму дня, завдяки чому і має міцне здоров'я та силу. Роль Спортака грає сам творець передачі — Магнус Шевінг.
- Роббі Зіпсутий, інакше Роббі Гнилець (англ. Robbie Rotten) — головний лиходій Байдиківки. Чоловік, що не любить веселощі, шум і спорт, які дратують його. На відміну від Спортака, їсть шкідливу їжу, багато солодощів. Бажає зробити всіх жителів міста ледарями і не дати Стефані зі Спортаком навчити дітей Байдиківки активному відпочинку. Живе в наповненому різними механізмами підземеллі під Байдиківкою, звідки спостерігає за містом через перископ, плануючи нові лиходійства. Його роль грає Стефан Карл Стефанссон.
- Зіґґі (англ. Ziggy) — наймолодший житель Байдиківки. Полюбляє цукерки та інші солодощі, особливо льодяники, а також вигадувати небилиці. Стефані показала йому, що солодощі це далеко не все, що потрібно для веселого дитинства. Після цього Зіґґі залюбки займається спортом, але й надалі їсть багато цукерок і часом бреше, через що потрапляє в кумедні ситуації.
- Тріксі (англ. Trixie) — непосидюча дівчинка, яка любить збиткуватися зі знайомих, хоча їй подобається гратися з усіма. Вона також любить домальовувати вуса на плакатах мера.
- Піксель (англ. Pixel) — десятирічний хлопчик, який любить комп'ютери, технології та ґаджети. За їх допомогою він хоче нічого не робити, наприклад, вигадує машину, яка зв'язатиме взуття або пульт, що «робить все для вас». Через таке захоплення Піксель мало буває на вулиці і не робить вправ.
- Стінґі (англ. Stingy) — скупий хлопчик, який грається з іншими, але не хоче ділитися іграшками та іншими речами. Особливо дорожить іграшковим автомобілем і скарбничкою. Вміє грати на губній гармошці.

## Сезони
| Сезон | Сезон          | Кількість епізодів | Оригінальний показ | Оригінальний показ |
| Сезон | Сезон          | Кількість епізодів | Початок            | Закінчення         |
| ----- | -------------- | ------------------ | ------------------ | ------------------ |
|       | 1              | 34                 | 16 серпня 2004     | 18 травня 2006     |
|       | 2              | 18                 | 25 вересня 2006    | 15 жовтня 2007     |
|       | LazyTown Extra | 26                 | 15 вересня 2008    | 28 жовтня 2008     |
|       | 3              | 13                 | 13 березня 2013    | 18 грудня 2013     |
|       | 4              | 13                 | 10 січня 2014      | 13 жовтня 2014     |

## Вплив
Пісня «Ми номер один» (We Are Number One), що виконувалася Роббі та його двійниками в сезоні 4, стала інтернет-мемом у 2016 році. 13 вересня 2016 на YouTube було завантажено два відео, де на оригінальну пісню було накладено фрази з відеоігор. Вони швидко зібрали понад 900000 і 130000 переглядів відповідно. Ентузіасти, дізнавшись, що автор Стефан Карл Стефанссон, який грав Роббі, хворий на рак, організували кампанію з поширення вірусних відео, покликаних привернути увагу до його хвороби. «Ми номер один» стала використовуватися на Soundcloud та YouTube як зразок для переробок, типово з назвами, виконаними за зразком «„Ми номер один“, але це […]» (We Are Number One but it's the…). 13 листопада 2016 актор Стефан Карл опублікував подяку всім, хто допомагав йому в лікуванні. Дізнавшись про популярність «Ми номер один» 11 грудня він під час стріму виконав переспів пісні. 14 серпня 2017 Стефан Карл повідомив про цілковите одужання. Однак згодом він уточнив, що не дивлячись на успішно видалені метастази хвороба нікуди не минула.
Стефан Карл Стефанссон помер 21 серпня 2018 року в Лос-Анджелесі, в оточенні рідних та друзів.